# Léopard sportif de Douala
Maillots
Le Léopard sportif de Douala est un club de football camerounais basé à Douala.

## Histoire
Le club évolue toujours dans le Championnat professionnel camerounais Elite Two, après une relégation en divisions inférieures pendant vingt ans. Le club remporte le titre national à deux reprises, en 1972 et 1973. En coupe nationale, le Léopard atteint la finale lors de l'édition 1993, battu par le Canon Sportif de Yaoundé. Le club participe pour la dernière fois à la MTN Elite 1 lors de la saison 1999.
Le club est connu pour avoir été le premier club de la carrière de Roger Milla, qui va gagner les deux titres de Champion du Cameroun de l'histoire du club et prendre part au parcours du club en Coupe d'Afrique des Clubs Champions. En effet, lors de l'édition 1973 de la Coupe des Clubs Champions, le Léopard va réaliser une belle campagne continentale, atteignant le dernier carré de la compétition. Après avoir éliminé successivement les Congolais du CARA Brazzaville puis l'Hafia FC de Guinée, il tombe en demi-finales face au futur vainqueur de l'épreuve, le club zaïrois de l'AS Vita Club (0-3, 3-1). À la suite de leur second titre, le club ne participe pas à la Coupe des Clubs Champions suivante.

## Palmarès
- Championnat du Cameroun :
  - Champion : 1972, 1973
  - Vice-champion : 1995

- Coupe du Cameroun :
  - Finaliste : 1942, 1956, 1957 et 1993

- Coupe des Clubs Champions africaine :
  - Demi-finaliste : 1973

## Joueurs célèbres
- Roger Milla : 1970-1974
- François Doubè-Léa
- Paul Kwedi
- Eugène Ekeke
- Raymond Kalla Nkongo
- Émilienne Mbango Moutome